# Unité urbaine de Bagnères-de-Luchon
L'unité urbaine de Bagnères-de-Luchon est une unité urbaine française centrée sur la ville de Bagnères-de-Luchon.

## Données globales
En 2010, selon l'Insee, l'unité urbaine de Bagnères-de-Luchon est composée de cinq communes, toutes situées dans l'arrondissement de Saint-Gaudens, subdivision administrative du département de la Haute-Garonne.
L'unité urbaine de Bagnères-de-Luchon représente le pôle urbain de l'aire urbaine de Bagnères-de-Luchon.

## Délimitation de l'unité urbaine de 2010
Composition communale de l'unité urbaine de Bagnères-de-Luchon selon le nouveau zonage de 2010.
Liste des communes appartenant à l'unité urbaine de Bagnères-de-Luchon selon la nouvelle délimitation de 2010 et sa population municipale en 2009 (liste établie par ordre alphabétique).
| Nom                 | Code Insee | Département   | Statut       | Superficie (km2) | Population (dernière pop. légale) | Densité (hab./km2) | Modifier                                    |
| ------------------- | ---------- | ------------- | ------------ | ---------------- | --------------------------------- | ------------------ | ------------------------------------------- |
| Bagnères-de-Luchon  | 31042      | Haute-Garonne | ville-centre | 52,80            | 2 081 (2022)                      | 39                 | modifier les données · modifier les données |
| Juzet-de-Luchon     | 31244      | Haute-Garonne | banlieue     | 6,80             | 372 (2022)                        | 55                 | modifier les données · modifier les données |
| Montauban-de-Luchon | 31360      | Haute-Garonne | banlieue     | 6,02             | 506 (2022)                        | 84                 | modifier les données · modifier les données |
| Moustajon           | 31394      | Haute-Garonne | banlieue     | 2,30             | 127 (2022)                        | 55                 | modifier les données · modifier les données |
| Saint-Mamet         | 31500      | Haute-Garonne | banlieue     | 11,16            | 552 (2022)                        | 49                 | modifier les données · modifier les données |

## Évolution démographique
L'évolution démographique ci-dessous concerne l'unité urbaine selon le périmètre défini en 2010.
| 1968  | 1975  | 1982  | 1990  | 1999  | 2007  | 2012  | 2016  | 2019  | 2021  |
| ----- | ----- | ----- | ----- | ----- | ----- | ----- | ----- | ----- | ----- |
| 5 126 | 4 587 | 4 771 | 4 524 | 4 439 | 4 159 | 4 180 | 3 864 | 3 870 | 3 733 |

| 2022  | - | - | - | - | - | - | - | - | - |
| ----- | - | - | - | - | - | - | - | - | - |
| 3 652 | - | - | - | - | - | - | - | - | - |

### Articles externes
- L'unité urbaine de Bagnères-de-Luchon sur le splaf Haute-Garonne